# Sirið Stenberg
Sirið Stenberg, née le 26 mai 1968 à Vágur (Îles Féroé), est une femme politique des îles Féroé, ministre des Affaires sociales et de la Culture depuis le 22 décembre 2022 dans le gouvernement Aksel V. Johannesen II. De 2015 à 2019, elle est ministre de la Santé et de l'Intérieur,.

## Biographie
Sirið Stenberg naît le 26 mai 1968.